# 堀之内パーキングエリア
堀之内パーキングエリア（ほりのうちパーキングエリア）は、新潟県魚沼市根小屋にある関越自動車道のパーキングエリアである。
堀之内ICが併設されている。元々はPAのみだったが、後にICが増設された。練馬方面・長岡方面とも、PAからICに出ることはできるが、ICからPAに入ることはできない。

## 道路
- E17 関越自動車道

## 施設

### 上り線（東京方面）
- 駐車場

大型12台
小型20台
- トイレ
  - 男性 大2（和式1・洋式1）・小5
  - 女性 5　（和式1・洋式4）
  - 車椅子用 1
- 自動販売機

### 下り線（長岡方面）
- 駐車場

大型12台
小型20台
- トイレ
  - 男性 大2（和式1・洋式1）・小5
  - 女性 5　（和式1・洋式4）
  - 車椅子用 1
- 自動販売機

## 隣
E17 関越自動車道
(18)魚沼IC - (18-1)堀之内IC/PA - (19)越後川口IC/SA